# Volvo 7800
De Volvo 7800 is een elektrisch aangedreven bustype van de Zweedse busfabrikant Volvo. Het model wordt voornamelijk geproduceerd door Volvo Buses Mexico voor het Mexicaanse openbaar vervoer. De bus werd geïntroduceerd in 2025.

## Technische specificaties
De Volvo 7800 is in twee versies verkrijgbaar, een gelede versie (7800A) en dubbelgelede versie (7800B). De A staat voor Articulated, wat Engels is voor Geleed en de B staat voor Bi-articulated, wat Engels is voor Dubbelgeleed.
| Model          | Volvo 7800A                                                | Volvo 7800B                                                |
| -------------- | ---------------------------------------------------------- | ---------------------------------------------------------- |
| Lengte         | 18 500 mm                                                  | 25 600 mm                                                  |
| Breedte        | 2 559 mm                                                   | 2 559 mm                                                   |
| Hoogte         | 3 437 mm                                                   | 3 437 mm                                                   |
| Vooroverbouw   | 2 696 mm                                                   | 2 696 mm                                                   |
| Achteroverbouw | 3 690 mm                                                   | 3 690 mm                                                   |
| Gewicht        | 34 000 kg                                                  | 47 000 kg                                                  |
| Motor          | Volvo EPT802                                               | Volvo EPT802                                               |
| Energieopslag  | 540 kWh of 630 kWh                                         | 540 kWh, 630 kWh of 720 kWh                                |
| Transmissie    | 2-traps transmissie gebaseerd op Volvo I-Shift technologie | 2-traps transmissie gebaseerd op Volvo I-Shift technologie |